# Sobór św. Jerzego w Prizrenie
Sobór św. Jerzego (serb. Саборни храм Светог великомученика Георгија) – prawosławny sobór w Prizrenie, dawna siedziba biskupa eparchii raszko-prizreńskiej (obejmującej terytorium Kosowa) Serbskiego Kościoła Prawosławnego. Została wybudowana w 1856. W 2004, w czasie antyserbskich zamieszek została zniszczona przez Albańczyków. 
Obecnie został odbudowany, jednak nadal pozostaje zamknięty i pod ochroną kosowskiej policji. Po zniszczeniu cerkwi siedzibą biskupa został monaster Gračanica.